# Староматвеевское сельское поселение
Староматвеевское се́льское поселе́ние — муниципальное образование в Мензелинском районе Татарстана Российской Федерации.
Административный центр — село Старая Матвеевка.

## История
Статус и границы сельского поселения установлены Законом Республики Татарстан от 31 января 2005 года № 50-ЗРТ «Об установлении границ территорий и статусе муниципального образования "Мензелинский муниципальный район" и муниципальных образований в его составе».

## Население
| 2010 | 2011 | 2012 | 2013 | 2014 | 2015 | 2016 |
| ---- | ---- | ---- | ---- | ---- | ---- | ---- |
| 637  | ↘632 | ↗642 | ↘617 | ↘602 | ↘581 | ↘574 |
| 2017 | 2018 |      |      |      |      |      |
| ↘561 | ↘557 |      |      |      |      |      |

## Состав сельского поселения
| № | Населённый пункт     | Тип населённого пункта       | Население |
| - | -------------------- | ---------------------------- | --------- |
| 1 | Калмурзино           | деревня                      |           |
| 2 | Старая Александровка | село                         |           |
| 3 | Старая Матвеевка     | село, административный центр |           |